# Буркхардтсдорф
Буркхардтсдорф (њем. Burkhardtsdorf) општина је у њемачкој савезној држави Саксонија. Једно је од 69 општинских средишта округа Ерцгебирге. Према процјени из 2010. у општини је живјело 6.595 становника. Посједује регионалну шифру (AGS) 14521120.

## Географски и демографски подаци
Буркхардтсдорф се налази у савезној држави Саксонија у округу Ерцгебирге. Општина се налази на надморској висини од 400–520 метара. Површина општине износи 21,2 km². У самом мјесту је, према процјени из 2010. године, живјело 6.595 становника. Просјечна густина становништва износи 311 становника/km².